# Nataša Pirc Musar
Nataša Pirc Musar, slovenska pravnica, novinarka in političarka, * 9. maj 1968, Ljubljana.
Nataša Pirc Musar je predsednica Republike Slovenije, nekdanja odvetnica in novinarka. Leta 2005 je bila imenovana na funkcijo informacijske pooblaščenke, ki jo je opravljala do leta 2014, ko je ustanovila lastno odvetniško družbo, ki si je leta 2016 nadela ime Odvetniška družba Pirc Musar & Lamut Strle. 
Leta 2022 je vložila kandidaturo na volitvah predsednika Republike Slovenije in v drugem krogu premagala protikandidata Anžeta Logarja ter bila tako kot prva ženska v zgodovini samostojne Slovenije izvoljena na ta položaj. Funkcijo je prevzela 23. decembra 2022.

## Izobraževanje
Pirc Musarjeva je študirala pravo na ljubljanski Pravni fakulteti in diplomirala pri Marku Ilešiču leta 1992. Leta 1997 je opravila pravosodni izpit.

## Poslovna kariera
Leta 2001 se je zaposlila v družbi Aktiva Group kot vodja službe za korporativno komuniciranje. Projektni vodja v podjetju je bil takrat njen mož Aleš Musar.
Aprila 2003 se je zaposlila na Vrhovnem sodišču kot direktorica Centra za izobraževanje in informiranje. Od marca 2011 je bila podpredsednica Skupnega nadzornega odbora za Europol (Joint Supervisory Body for Europol), od leta 2012 do izteka njenega mandata na položaju informacijske pooblaščenke pa je bila predsednica tega organa Evropske unije.

### Novinarska kariera
Na Televiziji Slovenija je šest let delala kot novinarka in voditeljica osrednje informativne oddaje TV Dnevnik. Nato je bila pet let voditeljica osrednje informativne oddaje 24UR na komercialni televiziji POP TV.
Dodatna izobraževanja je Nataša Pirc opravila v Združenih državah Amerike, pri televizijski hiši CNN v Atlanti. Študij je nato dva semestra nadaljevala na oddelku za medije na univerzi Salford v Manchestru v Združenem kraljestvu, med katerim je prakso opravljala na televizijskih postajah BBC, Granada TV, Sky News, Reuters TV in Border TV. Doktorirala je na pravni fakulteti Univerze na Dunaju.

### Informacijska pooblaščenka
Julija 2004 jo je Državni zbor Republike Slovenije na predlog predsednika Republike Slovenije Janeza Drnovška izvolil za pooblaščenko za dostop do informacij javnega značaja, od 31. decembra 2005 pa je opravljala funkcijo Informacijske pooblaščenke. Na predlog predsednika republike Danila Türka jo je državni zbor 21. maja 2009 ponovno izvolil za informacijsko pooblaščenko. Petletni mandat je začela 16. julija 2009. Mandat se ji je iztekel 16. julija 2014.

### Imenovanje za generalno direktorico RTV
7. aprila 2014 je programski svet v tretjem krogu glasovanja s 15 glasovi (od 29) za generalno direktorico izbral dotedanjo informacijsko pooblaščenko in bivšo novinarko RTV Natašo Pirc Musar (za izvolitev je bilo potrebno najmanj 15 glasov). Poleg Pirc Musarjeve so se za položaj potegovali še Marko Filli (dotedanji generalni direktor), Ljerka Bizilj (urednica programa RTV3), Roman Kolar in Marko Makarovič (prijavil se je tudi Dimitrij Rupel, a je tik pred začetkom seje od kandidature nato odstopil). Državni zbor je nato razrešil dva programska svetnika zaradi neizpolnjevanja pogojev, zaradi česar je bilo imenovanje Pirc Musarjeve na mesto generalne direktorice maja 2014 razveljavljeno in vrnjeno v ponovno glasovanje, za v. d. generalnega direktorja pa je bil imenovan dotedanji vršilec te funkcije Mark Filli. Sodišče je nato imenovanje Fillija razveljavilo.
Pirc Musar se je zaradi razveljavitve svojega imenovanja pritožila na delovno in socialno sodišče, a ni bila uspešna. RTV je zavzel stališče, da četudi je bil sklep o imenovanju Fillija neveljaven, to še ne pomeni, da je s tem generalna direktorica postala Pirc Musar; Pirc Musar je medtem trdila, da je edini veljavni sklep tisti o njenem imenovanju, zaradi česar ponovitev postopka imenovanja generalnega direktorja ni dopustna. Leta 2016 je višje sodišče razsodilo, da je bila razveljavitev imenovanja Pirc Musarjeve nezakonita. Pirc Musar je zaradi izgubljenih plač in povzročitve duševne bolečine na RTV naslovila zahtevo za izplačilo odškodnine v višini 215.125,76 €; tekom pogajanj se je višina odškodnine znižala. 3. novembra 2017 so se Pirc Musarjeva in RTV dogovorili za sodno poravnavo, v okviru katere se je RTV zavezala k izplačilu odškodnine Pirc Musarjevi v višini 70.000 €.

### Predsednica Rdečega križa Slovenije
Avgusta 2015 je Pirc Musar postala predsednica slovenskega Rdečega križa (RKS). Po tem ko zbor članov RKS ni ugodil predlogu Pirc Musarjeve za razrešitev generalne sekretarke RKS je Pirc Musar februarja 2016 odstopila z mesta predsednice RKS (razrešitev generalne sekretarke RKS je Pirc Musar predlagala zaradi nezadovoljstva z njenim delom, saj da ne deluje na način, ki bi omogočal uresničitev vizije, ki jo je za RKS Pirc Musarjeva zastavila ob izvolitvi).
Revija Reporter je avgusta 2022 objavila prispevek, v katerem navaja, da je Pirc Musar kmalu po imenovanju na funkcijo predsednice RKS RKS prek svojega zasebnega zasebnega zavoda Info Hiša izdala (domnevno fiktivni) račun za (nikoli izvedeno) pravno svetovanje v višini 778 €, s čimer si je Pirc Musarjeva poskušala izplačati honorar za poslovodenje RKS, do katerega je bila upravičena (in sicer v višini 500 € na mesec). Takšen način izplačevanja honorarja bi pomenil zatajitev izplačevanja dohodnine in prispevkov za socialno varstvo. Notranji nadzor RKS je nato takšen način izplačila honorarja ustavil; denar je bil vrnjen in izplačilo opravljeno osebno. Izdajanje računov za nikoli opravljene storitve se smatra za kaznivo dejanje ponarejanje listin, delovanje Pirc Musarjeve pa bi se lahko smatralo tudi za zlorabo položaja. Reporter je sum kaznivega dejanja naznanil okrožnemu državnemu tožilstvu, ki je izhajajoč iz navedb Reporterja sprožilo predkazenski postopek. Pirc Musar je okoliščine v odzivu na novinarsko vprašanje opisala kot »nenamerni zaplet« in zatrdila, da ni šlo za izdajo fiktivnega računa.

### Odvetniška kariera
Po koncu mandata informacijske pooblaščenke je ustanovila lastno odvetniško pisarno. Njena namestnica Rosana Lemut Strle je leta 2016 postala partnerica v odvetniški družbi, ki se od takrat imenuje Odvetniška družba Pirc Musar & Lamut Strle. Med drugim je zastopala tudi ameriško prvo damo Melanio Trump in njenega očeta Viktorja Knavsa.
Nataša Pirc Musar je z Matejo Malnar Štembal, Marto Kos in Emilijo Stojmenova Duh ustanovila združenje OnaVe za povezovanje strokovnjakinj in promocijo znanja.

## Predsednica republike

### Kandidatura
23. junija 2022 je uradno napovedala kandidaturo na volitvah za predsednico države, in sicer kot neodvisna kandidatka. Njeno kandidaturo so med drugim podprli novinar Slavko Bobovnik ter nekdanja predsednika republike Milan Kučan in Danilo Türk. Ob napovedi kandidature je dejala, da ni bila članica nobene stranke in da ne pričakuje podpore desnih strank ter ne želi podpore stranke Levica, saj da so njena stališča precej odmaknjena od stališč te stranke. V intervjuju kmalu za tem je dejala, da je bila izjava o Levici izrečena v neformalnem pogovoru, ki je bil iztrgan iz konteksta, ter da se ne bo odrekla podpori nobene stranke.
Njena kandidatura je vzbudila veliko medijskih ugibanj o njenih odnosih z Marto Kos, ki je prav tako nekoliko kasneje napovedala svojo kandidaturo za mesto predsednice države. Pirc Musar in Kos sta se sicer izrekli za prijateljici, a bi naj po poročanju medijev komunikacijo med sabo prekinili. Milan Kučan je v začetku julija izrazil stališče, da bi zmaga Marte Kos pomenila preveliko koncentracijo moči ene stranke - Gibanja Svoboda, ki je takrat posedovala funkciji predsednika vlade in predsednice Državnega zbora Republike Slovenije. Nataša Pirc Musar je k temu dodala, da bi bila koncentracija moči Gibanja Svoboda »nekoliko orbanovska«.
23. julija 2022 je bil na portalu Siol.net objavljen intervju, v katerem je Nataša Pirc Musar med drugim dejala: »To, da se medijski mir kupuje, da se plača medijski napad na drugače misleče, je nekaj, kar prakticira Požareport, Nova24TV in zdaj tudi Reporter in Necenzurirano. Je to novinarstvo? Odgovor je ne.« Lastnik portala Požareport Bojan Požar je od Pirc Musarjeve zahteval preklic izjav in opravičilo. Ker ga ni dobil, je proti njej napovedal tožbo, enako sta zaradi blatenja nato storila tudi Necenzurirano.si in Nova24TV.
Kandidaturo je vložila v sredo, 21. septembra 2022.
Na prvem krogu volitev, ki je potekal 23. oktobra 2022, je zasedla drugo mesto, dobila je 26,88 % oz. 234.361 glasov. S tem se je uvrstila v drugi krog. V drugem krogu je dobila 483.812 glasov in premagala protikandidata Anžeta Logarja.

#### Stališča
V svojem programu poudarja dolgoročno mišljenje in iskanje soglasja. Med izpostavljenimi programskimi točkami so: 
- zdravstvena reforma z naslanjanjem javnega sistema na koncesionarje in vključevanjem zasebne pobude,
- reforma pokojninskega sistema s sistemom dolgotrajne oskrbe, z možnostjo vzporedne reforme socialnih transferjev in uvedbe univerzalnega temeljnega dohodka,
- spopadanje s podnebnimi spremembami z npr. pogozdovanjem; ohranjanje pitne vode, podtalnice in biotske raznovrstnosti,
- človekova varnost: vključenost v zvezo NATO, povečanje kibernetske varnosti, dogovarjanje znotraj EU, zagotavljanje energetske oskrbe, vode in prehrane.[35]

Zavzema se za aktivno vlogo predsednika v zunanji diplomaciji, za uzakonitev pomoči pri samomoru in nasprotuje delitvi informativnega programa TV Slovenija na dva dela ter nasprotuje trenutni uredniški politiki na RTV.
Kot vzor med državniki je imenovala Mary Robinson, nekdanjo predsednico Republike Irske.

### Predsednica republike
Funkcijo predsednice Republike Slovenije je Nataša Pirc Musar uradno prevzela v petek, 23. decembra 2022. Večer prej je na slavnostni seji Državnega zbora Republike Slovenije izrekla prisego ter nagovorila zbrane. Petkova primopredaja je potekala ob 11. uri. Natašo Pirc Musar s soprogom Alešem Musarjem je pred Predsedniško palačo na Erjavčevi ulici s častno četo pričakal odhajajoči predsednik Borut Pahor s soprogo Tanjo Pečar. Sledil je krajši pogovor na štiri oči, nato pa je Borut Pahor ob zadnjem pregledu častne straže zapustil položaj in Predsedniško palačo. Ob tem je bila na pročelje palače prvič postavljena pozlačena tabla z napisom »Predsednica Republike Slovenije«, torej z imenom položaja v ženski obliki.
Predsednica je kot del svojega mandata napovedala Predsedničine forume, na katerih bi s strokovnjaki razpravljali o strateško pomembnih temah za prihodnost Slovenije. Prvi forum je potekal 23. maja 2023 na temo zdravstva. 30. junija 2023 je predsednica ustanovila Mladinski posvetovalni odbor predsednice republike, v katerega imenovala Lucijo Karnelutti, Saro Štiglic, Vida Čeplaka Mencina in Luko Hitija. 4. oktobra 2023 je predsednica prekinila sodelovanje s Saro Štiglic, saj je ta na Shodu za življenje v skupini deklet podrla več protestnih zastavic. Nataša Pirc Musar je ob tem zapisala, da gre za neprimeren način komunikacije do drugače mislečih, četudi se tudi sama z nasprotniki pravice do splava ne strinja. Protestno sta iz Mladinskega posvetovalnega odbora predsednice republike izstopila tudi Vid Čeplak Mencin in Luka Hiti.

#### Domača politika
Vlada se je julija 2023 odločila, da bo ustanovila posebno misijo za članstvo v Slovenije v Varnostnem svetu, kljub temu, da v New Yorku že deluje Stalno predstavništvo Republike Slovenije pri Združenih narodih. Za vodjo posebne misije je bil imenovan Samuel Žbogar, pred tem državni sekretar pri zunanji ministrici Tanji Fajon. V javnosti je bilo tako več vprašanj, zakaj mesta predstavnika v VS ne zasede veleposlanik pri OZN Boštjan Malovrh, kot je najpogostejša praksa v Varnostnem svetu. Predsednica republike Nataša Pirc Musar je odločitev označila kot »najmanj nenavadno«.
Odnosi med predsednico republike Natašo Pirc Musar in predsednikom vlade Robertom Golobom so bili večkrat označeni za slabe in hladne, celo konfliktne. Ena prvih potez, ki je v javnosti nakazala na nekoliko ohlajen odnos med funkcionarjema, je bilo imenovanje Tatjane Bobnar v predsedničin kabinet, in sicer nedolgo za tem, ko je odstopila z mesta notranje ministrice zaradi domnevnega Golobovega vmešavanja v delo policije.
Ob nastopu funkcije predsednice sta se Pirc Musar in Golob dogovorila, da se bosta mesečno sestajala na delovnih zajtrkih, a je sta namero kasneje celo za več mesecev prekinila; v takšni obliki se nista najdlje sestala osem mesecev.  Med glavnimi in medijsko najbolj izpostavljenimi točkami spora je bilo več dogodkov v jeseni leta 2024. Med drugim vabilo k obisku v Sloveniji, ki ga je Pirc Musar predala kitajskemu predsedniku Ši Džinpingu. To je razburilo Golobov kabinet, saj da predsednica vabila voditelju velesile ni uskladila z ostalimi državnimi institucijami. Urad predsednice je potezo označil kot avtonomno odločitev, vabilo pa da je bilo poslano preko Ministrstva za zunanje in evropske zadeve Republike Slovenije. Odnos med predsednico in države in predsednikom vlade je zaostrilo tudi mnenje predsednice, da bi moral Golob odstopiti, če bo v postopku Komisije za preprečevanje korupcije zoper njega razpoznala kršitev integritete. Nesoglasja so bila dosežena tudi glede kadrovskih vprašanj; pri izbiri novega guvernerja Banke Slovenije je koalicija (GS, SD, Levica) svojo podporo izrazila državni sekretarki na ministrstvu za finance Saši Jazbec, a je Nataša Pirc Musar v parlament izmed prispelih kandidatur poslala predlog za imenovanje Antona Ropa, saj da je izmed vseh kandidatov najbolj ustrezal razpisnim pogojem. V državnem zboru Rop nato ni prejel zadostnega števila glasov. Predsednica se je nato odločila, da ne bo ponovila razpisa, prav tako na mesto guvernerja ne bo predlagala nobenega od prijavljenih kandidatov. Po srečanju Svetovne banke in Mednarodnega denarnega sklada aprila 2025, ki je potekalo v času finančnih pretresov ob napovedi dodatnih ameriških carin, je finančni minister Klemen Boštjančič ponovil svojo podporo Saši Jazbec, ki da je najbolj usposobljena kandidatka, in izrazil obžalovanje, "Da saga o imenovanju traja toliko časa."
16. decembra 2024 je Nataša Pirc Musar na lastno željo nagovorila poslance v Državnem zboru Republike Slovenije. Govor je potekal ob neudeležbiGolobove vladne ekipe in poslanske skupine Slovenske demokratske stranke. Predsednica je med drugim okrcala "odpor proti pravosodju, policiji in drugim institucijam pravne države" s strani najvišjih državnih predstavnikov, s čimer se je navezovala na nedavne predsednika vlade Roberta Goloba in prvaka SDS Janeza Janše. Med drugim je opozorila tudi na vse več nasilja med mladostniki, nujnost reforme zdravstva, podnebne izzive ter kadriranje političnih kandidatov.

#### Zunanja politika
Nataša Pirc Musar je podprla Ukrajino v času ruske invazije in 28. in 29. junija 2024 tudi obiskala Kijev, kjer se je med drugim srečala s predsednikom Volodimirjem Zelenskim. 28. februarja 2025 je po sporu med Zelenskim in ameriškim predsednikom Donaldom Trumpom v Beli hiši Nataša Pirc Musar izrekla podporo Zelenskemu in zapisala, da je spor, ki spodkopava skupne vrednote, pokazal nespoštovanje do človeka, do predsednika države, ki se je pripravljen pogajati, ter da Slovenija ne bo pristala, da bi se bila Ukrajina prisiljena predati. Na njen zapis se je odzval Trumpov odposlanec za posebne misije Richard Grenell, ki je Sloveniji očital neizpolnjene obljube glede dviga obrambnih izdatkov ter da "Nič ne spodkopava Nata bolj kot neplačilo poštenega deleža."
26. aprila 2025 se je v Vatikanu udeležila pogreba papeža Frančiška.
Med obiskom pri ustanovah Evropske unije, 21. maja 2025, je v Bruslju med nagovorom v Evropskem parlamentu vojaško operacijo Izraela v Gazi označila za genocid.

## Zasebno življenje
Poročena je s podjetnikom Alešem Musarjem, s katerim ima sina Maksa rojenega leta 2001. Živijo v Radomljah, v vili iz leta 1933. Je zbirateljica podob sov, v lastni zbirki jih ima 2.500. Z možem sta lastnika Ruske dače, v svoji lasti pa imata med drugim tudi limuzino Rolls Royce Phantom VI, ki jo je leta 1971 naročila princesa Aleksandra, sestrična britanske kraljice Elizabete II.
V prostem času igra bovling, večkrat je bila tudi državna prvakinja. V mladosti je osem let trenirala tudi rokomet, in sicer pri Rokometnem klubu Kamnik ter ljubljanski Olimpiji. Prakticira tudi adrenalinske športe.